# Agrarumweltmaßnahmen
Agrarumweltmaßnahmen, seit 2014 gemeinhin Agrarumwelt- und Klimamaßnahmen (AUKM), werden von den EU-Mitgliedsstaaten oder den Bundesländern den Landwirten bzw. der Landschaftspflege (in Ausnahmen auch den Naturschutzverbänden und sonstigen juristischen oder natürlichen Personen) angeboten. AUKM sehen in der Regel Nutzungsbeschränkungen für die landwirtschaftliche Flächennutzung vor (z. B. Begrenzung der Düngemittelausbringung oder der zulässigen Tierzahl pro Flächeneinheit). Jedes flächige Bundesland bzw. jeder europäische Mitgliedsstaat bietet im Rahmen spezifischer Länderprogramme einen eigenen Katalog an Maßnahmen an. Alleine im Grünland (Wiese und Weide) wurden in Deutschland im Jahr 2017 359 unterschiedliche AUKM angeboten. Für jede Maßnahme wurden Auszahlungsbeträge über einen Opportunitätskostenansatz (orientiert sich an den Ausfällen durch die eingeforderten Nutzungsbeschränkungen) berechnet. In manchen Fällen orientiert sich die Auszahlung an Stundensätzen (vor allem im Vertragsnaturschutz); in der Regel erhält der Akteur für die Umsetzung der Maßnahme einen niedrigen dreistelligen Eurobetrag, der pro Hektar und Jahr ausgeschüttet wird.
AUKM sind ein wesentlicher Bestandteil des Europäischen Landwirtschaftsfonds für die Entwicklung des ländlichen Raumes (ELER bzw. „2. Säule“) der Gemeinsamen Agrarpolitik der EU und werden aus Länder- und in geringerem Umfang auch Bundesmitteln kofinanziert. AUKM werden seit den 1980er Jahren angeboten. Sie basieren auf der EU-Verordnung 1305/2013, die die (maximale) Förderhöhe und deren Berechnung festlegt sowie das Zielsystem benennt, dem die einzelnen AUKM dienen müssen (z. B. Klimaschutz, während Naturschutz kein eigenständiges Ziel der EU-Verordnung ist). Die Landbewirtschafter können an den Maßnahmen freiwillig partizipieren und haben keinen Rechtsanspruch auf die Auszahlung der Mittel (im Unterschied zu den Direktzahlung der 1. Säule der Gemeinsamen Agrarpolitik). Die Teilnahme ist freiwillig, in der Regel umfasst die Teilnahme allerdings (verpflichtend) 5 Jahre. Erfüllt ein Landbewirtschafter diese zeitliche Anforderung nicht, muss er die zuvor jährlich ausgeschütteten Beträge zurückzahlen.

## Beispiel
In Brandenburg/Berlin wird eine Agrarumwelt- und Klimamaßnahme (Vertragsnaturschutz) für die Umwandlung von Acker- in Grünland angeboten. Die neue Grünlandfläche muss extensiv bewirtschaftet werden, d. h. hier, sie unterliegt folgenden Nutzungsbeschränkungen: keine wendende oder lockernde Bodenbearbeitung, keine Pflanzenschutzmittel. Das Ziel der Maßnahme ist die dauerhafte Etablierung von neuem Grünland. Damit ergeben sich positive Auswirkungen vor allem auf den Klimaschutz (Bodenkohlenstoff), in geringerem Umfang auch auf den Artenschutz.
In Niedersachsen/Bremen wird die Maßnahme „Extensive Bewirtschaftung von Dauergrünland“ angeboten. Sie ist Stand 2018 die einzige AUKM in Deutschland, bei der ein Mahdzeitpunkt anhand phänologischer Prozesse (vereinfacht: orientiert an dem witterungsbedingten Entwicklungsverlauf der Vegetation) ausgerichtet wird. Sie greift damit eine häufige Forderung des Naturschutzes auf. Das Mahdverbot gilt bei dieser Maßnahme bis zu dem Termin, der phänologisch dem 25. Mai entspricht. Dieses Datum wird vom Bundesland jedes Jahr neu ermittelt und bekanntgegeben. Die Mahd wird so eher an die tatsächliche phänologische Entwicklung einer Wiese angepasst, was die Entwicklung der adressierten Pflanzengesellschaften begünstigt. Als weitere Nutzungsbeschränkungen werden bei der Maßnahme mineralische N-haltige Düngemittel, Pflanzenschutzmittel, Veränderungen des Bodenreliefs, Melioration und Beregnung sowie wendende/lockernde Bodenbearbeitungen ausgeschlossen. Die Maßnahme zielt auf die Normallandschaft. Flächen in strengen Schutzgebieten (z. B. Naturschutzgebiete) können über sie nicht gefördert werden. Die genannten Beschränkungen werden mit 170 €/ha/a honoriert.
Im Jahr 2013 wurden etwa ein Drittel der landwirtschaftlichen Fläche in Deutschland mit Agrarumweltmaßnahmen bewirtschaftet. Dafür wurden rund 610 Mio. € ausgeschüttet.

## Potenzielle Wirkungen
Agrarumwelt- und Klimamaßnahmen sollen mitunter zu folgenden Zielen beitragen:
- Verbesserung der Bodenstruktur
- Erhalt der Biodiversität
- Gewässerschutz durch Verringerung der Dünge- und Pflanzenschutzmitteleinträge,
- Klimaschutz durch Reduzierung der Treibhausgasemissionen,
- Tierwohl und
- zur Pflege und zum Erhalt der Kulturlandschaft.

In vielen Fällen sind die Maßnahmen aber so konstruiert, dass die Landwirte keine reale Bewirtschaftungseinschränkung erfahren. In solchen Fällen spricht man von „Mitnahmeeffekten“, die keine wesentliche Wirkung auf den Ressourcenschutz entfalten. Das ist z. B. der Fall, wenn die in einer Maßnahme vorgesehene Tierbesatzdichte relativ hoch angesetzt wird und keine reale Anpassung bei den Viehhaltern erfordert. Hierfür verantwortlich sind alleinig nationale Politiker; es handelt sich dabei nicht um eine fehlerhafte Vorgabe der Gemeinsamen Agrarpolitik der EU. Effektive Maßnahmen finden sich speziell im Vertragsnaturschutz, dessen Maßnahmen ebenfalls Agrarumwelt- und Klimamaßnahmen sind. Auch die Qualität des Maßnahmenangebotes der Länder schwankt stark. Das gilt im Vergleich zwischen diesen (auch auf Ebene der Mitgliedsstaaten der EU), aber auch im Wechsel von Legislaturperioden innerhalb der Bundesländer selbst. Für den Ressourcenschutz und die Landwirte ist die Kontinuität des Maßnahmenangebotes ein wesentlicher Erfolgsfaktor.

## Wichtige Agrarumweltmaßnahmen
Zu den beliebtesten Agrarumweltmaßnahmen zählen:
- Anlage von Blühstreifen
- Grünlandextensivierung (z. B. keine Düngung, Verzögerung des ersten Schnitttermins/Wiesenernte)
- Anbau einer vielfältigen Fruchtfolge